# Nacionalismo

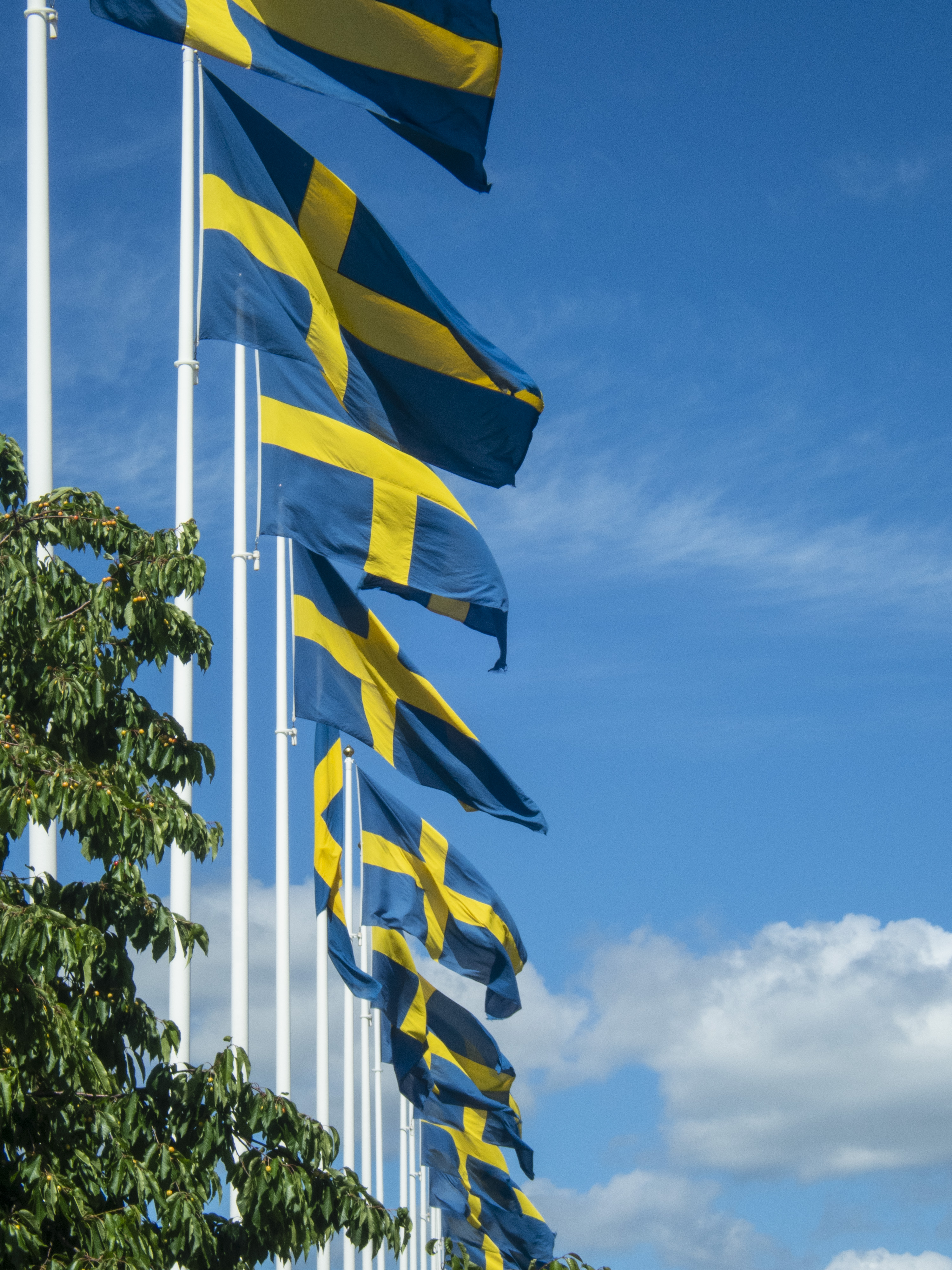
Fileira de bandeiras nacionais suecas.

O nacionalismo é uma ideia apolítica e um movimento que defende a resolução de problemas da nação e deve ser protegida e mantida de acordo com o Estado. Como movimento, o nacionalismo, cujo não possui uma orientação ideologia podendo vir tanto pela esquerda quanto pela direita, tem como objetivo promover os interesses internos de uma nação em particular (como um grupo étnico), especialmente com o objetivo de ganhar e manter a autogovernação e a autodeterminação.
Dentre os principios de nacionalismo estão a soberania da nação (autogovernação) sobre a pátria para criar um Estado-nação e a defesa de que cada nação deve governar-se a si própria, livre de interferências externas (autodeterminação), que uma nação é uma base natural e ideal para uma entidade política e que a nação é a única fonte legítima de poder político. Visa ainda construir e manter uma identidade nacional única, baseada em características sociais partilhadas de cultura, etnia, localização geográfica, língua, política (ou governo), religião, tradições e crença numa história singular partilhada, e promover a unidade ou solidariedade nacional. O nacionalismo, portanto, procura preservar e fomentar a cultura tradicional de uma nação. Existem várias definições de uma "nação", o que leva a diferentes tipos de nacionalismo. As duas principais formas divergentes são o nacionalismo étnico e o nacionalismo cívico.
O consenso entre os estudiosos é as nações serem socialmente construídas e historicamente contingentes. Ao longo da história, as pessoas tiveram uma ligação ao seu grupo de parentesco e tradições, autoridades territoriais e à sua pátria, mas o nacionalismo só se tornou uma ideologia proeminente no final do século XVIII. Existem três perspectivas proeminentes sobre o nacionalismo. O primordialismo (pereneismo), que reflete as concepções populares do nacionalismo, mas que tem caído largamente em desuso entre os académicos, propõe que houve sempre nações e que o nacionalismo é um fenómeno natural. O etnossimbolismo explica o nacionalismo como um fenómeno dinâmico e evolutivo, e sublinha a importância dos símbolos, mitos e tradições no desenvolvimento das nações e do nacionalismo. A teoria da modernização, que substituiu o primordialismo como explicação dominante do nacionalismo, adota uma abordagem construtivista e propõe que o nacionalismo surgiu devido a processos de modernização, tais como a industrialização, urbanização e educação de massas, que tornaram possível a consciência nacional. Os defensores desta última teoria descrevem as nações como comunidades imaginadas e o nacionalismo como uma tradição inventada, na qual o sentimento partilhado proporciona uma forma de identidade coletiva e une os indivíduos na solidariedade política. A "história" fundacional de uma nação pode ser construída em torno de uma combinação de atributos étnicos, valores e princípios, e pode estar intimamente ligada a narrativas de pertencimento.
O valor moral do nacionalismo, a relação entre nacionalismo e patriotismo, e a compatibilidade entre nacionalismo e cosmopolitismo são todos temas de debate filosófico. O nacionalismo pode ser combinado com diversos objetivos e ideologias políticas, tais como o conservadorismo (conservadorismo nacional e populismo de direita) ou o socialismo (nacionalismo de esquerda). Na prática, o nacionalismo pode ser positivo ou negativo, dependendo da sua ideologia e dos seus resultados. O nacionalismo tem sido uma característica dos movimentos pela liberdade e justiça, tem sido associado a reavivamentos culturais, e encoraja o orgulho nas realizações nacionais. Tem também sido utilizado para legitimar divisões raciais, étnicas e religiosas, suprimir ou atacar minorias, e minar os direitos humanos e as tradições democráticas. O nacionalismo radical combinado com o ódio racial foi um fator-chave no Holocausto perpetrado pela Alemanha nazi.

## História

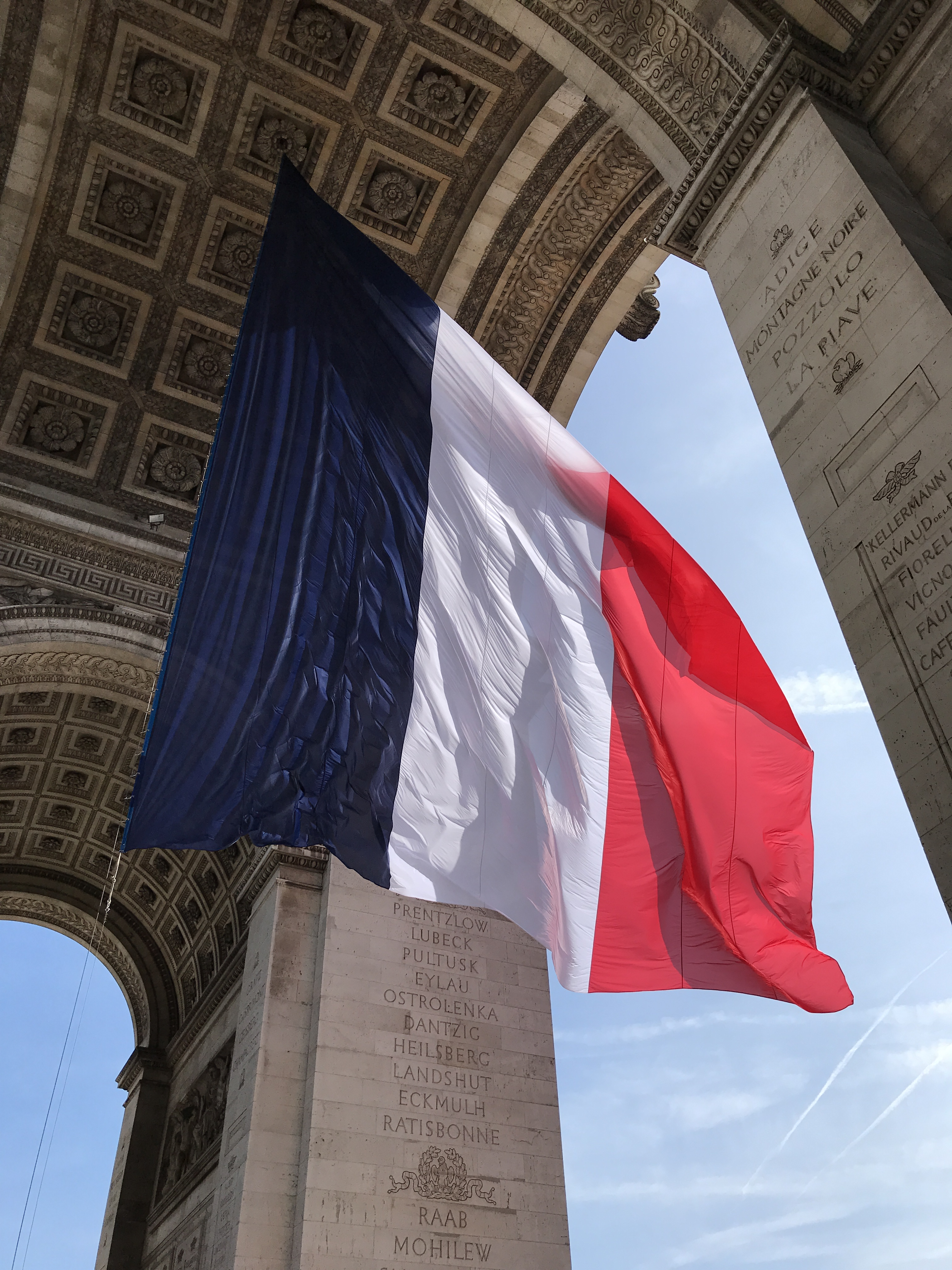
A bandeira tricolor, símbolo da nacionalidade francesa, no Arco do Triunfo.

São vários os movimentos dentro do espectro político-ideológico que se apropriam do nacionalismo, ora, como elemento programático, ora como forma de propaganda. Nomeadamente, nos finais do século XIX, em Portugal contra o iberismo. Já durante o século XX, o nacionalismo permeou movimentos radicais como o fascismo, o nacional-socialismo na Alemanha, o saudosismo e o integralismo no Brasil e em Portugal, especialmente durante o Estado Novo no Brasil e Estado Novo em Portugal.
O nacionalismo é uma ideologia que se pode dizer moderna com antecedentes antigos, com uma definição maior das fronteiras das nações em países: surgiu numa Europa pré-moderna e pós-medieval, a partir da superação da produção e consumo feudais pelo mercado capitalista, com a submissão dos feudos aos estados modernos (ainda absolutistas ou já liberais), com as reformas religiosas protestantes e a contrarreforma católica — fatos históricos estes que permitiram, ou até mais, que produziram o surgimento de culturas diferenciadas por toda a Europa, culturas que, antes, eram conformadas, deformadas e formatadas pelo cristianismo católico, com o apoio da nobreza feudal.
Surgiu como uma ideologia da Revolução Francesa, pois ajudou a convocar soldados mais leais e baratos do que os mercenários e foi contrária ao domínio imperialista político-cultural do cristianismo católico que se apoiava nos nobres feudais e ajudava a sustentar a superada, limitada e limitante economia feudal, mas também como uma ideologia burguesa, pois as massas camponesas e o pequeno proletariado que também surgia passavam do domínio da nobreza feudal para o da burguesia industrial — e a ideologia dominante em uma sociedade é a ideologia das classes dominantes.
Após a definitiva vitória político-cultural dos burgueses sobre a nobreza feudal — a qual foi submetida pela destruição ou pela absorção pela cultura e pela política burguesa — foi parcial e progressivamente deixado para trás, como uma ideologia que teria sido importante, mas que já não seria mais do que uma lembrança histórica.
O nacionalismo ressurgiu nas colônias europeias do Novo Mundo, nas Américas, e principalmente na América Latina, antes mesmo do surgimento da ideologia comunista europeia, como um renovado nacionalismo, um "nacionalismo revolucionário" já com alguns elementos socializantes; Simón Bolívar foi o líder maior desse nacionalismo revolucionário latino-americano, ao lado de figuras como Tupac Amaru, San Martín, José Martí e José Artigas.
Ressurgiu na Europa, pouco antes do surgimento da ideologia comunista, como um outro nacionalismo, como um nacionalismo revolucionário socializante, ou até mesmo socialista, e anti-imperialista, contrário ao imperialismo europeu, o qual, além de explorar as colônias americanas, asiáticas e africanas, explorava ainda as nações europeias mais pobres; Giuseppe Mazzini foi o líder maior desse nacionalismo revolucionário na Europa.
O Nacionalismo como pensamento revolucionário surge também na China a partir do final do século XIX junto do sentimento Anti-Qing e o Nacionalismo Han, promovidos pelo Tongmenghui, protagonista da Revolução Xinhai.
O nacionalismo revolucionário europeu, como uma ideologia anti-imperialista, também influenciou o pensamento dos latino-americanos que souberam apreender dos europeus aquilo que fosse interessante e útil, desenvolvendo, no Novo Mundo, uma prática e uma luta anticolonialista, a qual se traduziu na ação e no discurso de homens como Tiradentes, San Martín e Giuseppe Garibaldi.
O nacionalismo revolucionário latino-americano, numa inversão do colonialismo cultural, também influenciou a luta anti-imperialista na Europa: as colônias latino-americanas muito ensinaram às nações mais pobres da Europa. Giuseppe Garibaldi e sua mulher, a brasileira Anita Garibaldi, são considerados revolucionários e heróis tanto no Novo quanto do Velho Mundo — que continuaram (e venceram) a luta antes comandada por Giuseppe Mazzini.

## Nacionalismo sob Orientações
Ainda que frequentemente assente sobre um ponto de vista etnocêntrico, o nacionalismo não implica necessariamente a crença na superioridade de uma etnia em detrimento de outras. Algumas correntes nacionalistas, entretanto, defendem o protecionismo étnico ou mesmo uma supremacia étnica.
Certos movimentos nacionalistas possuem caráter excludente e, ao definir a comunidade nacional em termos étnicos, linguísticos, culturais, históricos ou religiosos (ou uma combinação destes), podem considerar determinadas minorias como não sendo verdadeiramente uma parte da "nação".
Não raro, uma pátria mítica ou um mito fundador é mais importante para a identidade nacional do que o território ocupado pela nação.

### Nacionalismo como religião
Na década de 1920, Carlton Hayes chamou à atenção para o facto de o nacionalismo ter-se assemelhado a uma religião, substituindo o Cristianismo com rituais e mártires e desenvolvendo uma mitologia nacional particular. Hayes argumentou que desde o início dos tempos o homem sempre esteve imbuído de um sentido religioso que o levou a ter uma fé mística para com poderes que lhe são exteriores, fé essa normalmente acompanhada por sentimentos de reverencia normalmente exteriorizados em cerimonias religiosas. Segundo Hayes, a Revolução Francesa é um marco histórico na formação do nacionalismo quando o Estado e as suas classes dirigentes laicas, aproveitando-se do sentido religioso do ser humano encoraja as massas a transferirem grande parte de sua reverência cristã, que é classificada de supersticiosa, para uma religião política que tem a dupla vantagem de ser real e ter poder físico suficiente para agrupar as multidões em alguma aparência de harmonia social. A Revolução Francesa propõe que as classes se unam para criar e dedicar um altar alto ao Estado. Ainda segundo Hayes, neste novo culto em torno do Estado, a simbologia cristã foi substituída pela nova simbologia do Estado. A Bíblia e os dez mandamentos foram substituídos pelas declarações de direitos e pela constituição à qual passou a ser obrigatório reverenciar e prestar juramento. Os sacramentos religiosos do batismo, matrimónio e extrema-unção foram substituídos pelo registo de nascimento, o casamento civil e o funeral de estado. Os Santos foram substituídos pelos novos mártires da pátria. O novo estado nacional, tal como à igreja medieval, é atribuível um ideal, uma missão. É a missão da salvação e o ideal da imortalidade. A nação é concebida como eterna, e a morte de seus fiéis filhos apenas aumenta sua fama e glória eternas. A nação  protege seus filhos e salva-os dos demônios estrangeiros; ela garante-lhes vida, saúde, liberdade e busca da felicidade não no céu mas na terra; a nação promove para os seus fiéis as artes e as ciências como forma de alimento espiritual.

### Nacionalismo cívico

A Liberdade guiando o povo (Eugène Delacroix, 1830) é um exemplo famoso de arte nacionalista.

O nacionalismo cívico, também chamado de nacionalismo liberal, descreve a nação como um grupo de pessoas que se identificam como parte dela, compartilhando direitos políticos e comprometimento com processos políticos semelhantes. Segundo esse pensamento, a nação não se baseia em uma ascendência étnica comum, mas é uma entidade política cuja identidade central não é étnica. Ernest Renan exemplificou esse conceito em sua palestra de 1882, "O que é uma Nação?", onde ele a definiu como um "referendo diário", dependente da vontade do povo para continuarem juntos.

### Nacionalismo de esquerda
O nacionalismo de esquerda (às vezes conhecido como nacionalismo socialista, para não ser confundido com o nacional-socialismo) refere-se a qualquer movimento político que combine políticas de esquerda com o nacionalismo. Também é na revolução francesa que surge o conceito de socialismo. O marxismo identifica o nacionalismo como um subproduto do capitalismo após a queda do Antigo Regime o que ocasionou a padronização dos mercados e o marxismo clássico se declara internacionalista apesar de Stálin apoiar a ideia de nações revolucionárias e reacionárias. Apesar disso, ainda em vida, Marx defendeu o nacionalismo irlandês.

#### Europa
Stálin fez parte do movimento nacionalista georgiano antes de tornar-se comunista, visto que quando entrou para o movimento bolchevique mudou de opinião.
Muitos movimentos nacionalistas são dedicados à libertação nacional, baseados na visão de que suas nações estão sendo perseguidas por outras nações e, portanto, necessitam exercer a autodeterminação liberando-se eles próprios dos supostos perseguidores. O marxismo-leninismo antirrevisionista está intimamente ligado com esta ideologia.
Exemplos práticos incluem o trabalho inicial de Stalin, O marxismo e a questão nacional, e seu edital Socialismo num só país, que declara que o nacionalismo pode ser usado em um contexto internacionalista, lutando pela libertação nacional, sem divisões raciais ou religiosas. Outros exemplos de nacionalismo de esquerda incluem o Movimento 26 de Julho, de Fidel Castro, que, em 1959, liderou a Revolução Cubana e pôs fim ao governo de Fulgencio Batista, que era apoiado pelos Estados Unidos que por sua vez tinha um forte nacionalismo anticomunista; o Sinn Féin, da Irlanda, e o Plaid Cymru, do País de Gales, além do Partido Nacional Escocês, a Liga Popular de Bangladesh e o Congresso Nacional Africano, da África do Sul.
Durante o Holodomor, houve combates este socialistas e nacionalistas ucranianos. O pacto entre Adolf Hitler e Josef Stálin foi visto como uma ameaça ao nazismo por alguns nazistas como Alfred Rosenberg. O também nazismo sempre foi descrito como uma tríade de socialismo, racismo e imperialismo, sendo que o termo socialismo é usado na acepção de combate à democracia e ao liberalismo mediante a criação de uma elite eleita para administrar a nação.
O Brexit em 2016 foi guiado para que não houvesse uma guinada nacionalista e socialista na época.  assim como o KLA do Kosovo é descrito como maoísta e posteriormente nacionalista. Na Croácia, a transição de um socialismo de Estado quase democrático plenamente para um ultranacionalismo fascistizante foi efetuada com apoio da Igreja Católica.
O governo polonês em 2017 bateu de frente com a União Europeia descrito pelo movimento social local que emula o Podemos como tendo um viés mais nacionalista e socialista.

#### Oriente Médio
A irmandade muçulmana via o nacionalismo arabista e o socialismo como anti-islâmicos, é baseada em donos de pequenas empresas que acreditam em um tipo de capitalismo islâmico e vê o nacionalismo árabe secular, os radicais xiitas, Israel, os socialistas e os comunistas como inimigos, muito embora seja patrocinada pela CIA e mobilizada principalmente contra o nasserismo.

##### Israel
O sionismo também é descrito por um ex-presidente de Israel — Chaim Weizmann — como uma forma de distrair os socialistas judeus mediante uma efusão nacionalista herdeira do século XIX.

##### Nações Árabes
A Síria nesse período tem sido um exemplo de triunfo do nacionalismo e do socialismo mediante a inclusão das mulheres, de minorias étnicas e religiosas no Estado e na sociedade locais além da igualdade perante a lei em uma região carente disso, recebendo refugiados de países vizinhos. Grupos nazistas foram financiados pela Skull and Bones e o nacionalismo e socialismo em reação à ocupação ocidental-sionista cresceram no Oriente Médio nos anos 50 chegando ao ápice na década de 60 com as revoluções pan-árabes na Síria e Iraque.
A Birmânia também praticou uma via para o nacionalismo e socialismo. Os nacionalistas árabes eram descritos como “comunistas árabes” na Síria pelos norte-americanos. O nacionalismo e o socialismo árabes e de regiões islâmicas no Oriente Médio evitaram que houvesse uma penetração maior das petroleiras na região. A guerrilha curda do PKK é descrita como um misto de "anarquismo" de Murray Bookchin, comunismo e nacionalismo curdo,
Em 2011 no Egito, Mohamed ElBaradei recebeu treinamento de uma empresa terceirizada do governo norte-americano para atuar no partido de esquerda Frente de Salvação Nacional para combater a Irmandade Muçulmana

##### China

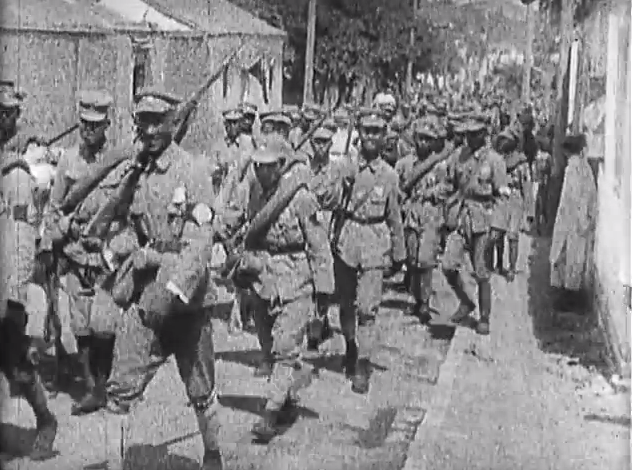
Soldados do Exército Nacional Revolucionário do KMT (China) durante a Expedição do Norte.

O Partido Nacionalista da China, o Kuomitang promoveu a união com o Partido Comunista Chinês durante a Primeira Frente Unida. O Kuomintang era considerado revolucionário e socialista (não marxista) devido a seu comportamento agressivo contra a monarquia chinesa e o anti-imperialismo além da promoção de redistribuição de terras, no entanto, os viéis esquerdistas do KMT se foram após Chiang Kai-Shek assumjir o poder e banir ou expurgar as forças comunistas da China durante seu governo de 1931 até 1949 na China continental, fazendo lobby para que os Estados Unidos entrassem na Segunda Guerra Mundial. Atualmente, o governo chinês adota uma vertente do comunista de um nacionalismo anticorrupção a partir da liderança mais ideológica de Xi Jinping.

#### América
No entreguerras, socialistas fizeram uma grande mobilização antifa para que os Estados Unidos entrassem na guerra contra os nazistas, liderados por Alfred Emanuel Smith em associação aos comunistas apesar das divergências internas. Segundo Noberto Bobbio, o totalitarismo nacionalista surge em sociedades de Estado consolidado onde é necessário a presença dele nas obras públicas.
Donald Trump é descrito como um líder nacionalista e populista beirando ao socialismo para alguns, perpetuando o modelo de socialismo para os ricos.  A eleição de Trump também elevou a popularidade do nacionalismo de esquerda no México.

### Nacionalismo de direita
Tanto no ocidente como no oriente o globalismo está acuado tanto pelos nacionalistas de direita como pelos socialistas de esquerda, havendo uma tentativa do primeiro de desviar o foco como um apelo à xenofobia antirrussa e antichinesa como uma tentativa de angariar apoio dos nacionalistas.  No século XXI, as políticas com discurso ultranacionalista e fascistizante tendem na prática a estarem submetidas ao "globalismo".

#### Nacionalismo étnico
Uma das mais recorrentes formas de nacionalismo percebidas na história humana é o nacionalismo étnico ou etnonacionalismo. Ora imbuída de sentimentos nativistas, ora carregada de anseios irredentistas, esta forma de nacionalismo tem raízes muito antigas que remontam à formação dos primeiros Estados-nação, tendo sido estudada já no século XVIII pelo filósofo alemão Johann Gottfried von Herder.
Baseado na presunção de uma identidade comum partilhada por todos os membros de uma mesma etnia, falantes de uma mesma língua, professantes de uma mesma fé ou participantes de uma mesma cultura, o nacionalismo étnico costuma dar vazão a anseios coletivos irredentistas e, em casos extremos, a revanchismos internacionais.
Na história recente, o nacionalismo étnico flertou com ideias etnocêntricas e conceitos de pureza nacional, tendo alimentado conflitos armados, políticas de limpeza étnica, migrações forçadas, deslocamentos e transferências populacionais. O nazismo, ideologia formulada por Adolf Hitler e adotada na Alemanha, de 1933 a 1945, é uma forma de nacionalismo étnico. Contudo, de uma forma completamente diferente, o sionismo também tem sido referido como um nacionalismo étnico e religioso.
A maioria dos acadêmicos identificam o nazismo como uma política de direita. O nazismo também defende o direito de dominar "subraças" e além disso o nazismo coloca a "raça" nacional acima da luta de classes. Hitler apontava também três vícios do judaísmo: democracia, pacifismo e internacionalismo. Os líderes nazistas Joseph Goebbels e Hitler diferenciavam ao máximo nazismo de marxismo. Anticomunistas do mundo todo deram suporte para o nazismo durante o período no poder. O Hitler também denunciava o materialismo histórico e dialético com Mamon e como opostos ao socialismo que ele defendia.

### Nacionalismo territorial

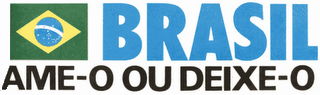
Bordão nacionalista usado pelo governo militar do Brasil, nos anos 1970.

Os nacionalistas territoriais assumem que todos os habitantes de uma nação em particular devem lealdade ao seu país de nascimento ou adoção. Uma qualidade sagrada é procurada no país e nas memórias populares que ela evoca. A cidadania é idealizada pelos nacionalistas territoriais. Um critério do nacionalismo territorial é o estabelecimento de uma cultura pública de massa baseada em valores comuns e tradições da população.

### Ultranacionalismo
O ultranacionalismo é um nacionalismo fervoroso que expressa o seu apoio extremista pelos ideais nacionalistas de alguém. Muitas vezes, é caracterizado pelo autoritarismo, esforços para a redução ou proibição da imigração, expulsão e opressão de populações não nativas dentro da nação ou de seu território, liderança demagógica, emocionalismo, bodes expiatório em crises socioeconômicas, discurso de fomento de inimigos reais ou imaginários, previsão de ameaças à sobrevivência nacional, etnicidade nacional dominante ou idealizada ou grupo populacional, esforços para limitar o comércio internacional por meio de tarifas, controle rígido sobre as empresas e a produção, militarismo, populismo e propaganda.
O ultranacionalismo prevalente normalmente conduz ou é o resultado de um conflito que ocorre dentro do Estado, ou entre Estados, e é identificado como uma condição de pré-guerra na política nacional. Em suas formas extremistas, o ultranacionalismo é caracterizado como uma chamada para a guerra contra os inimigos da nação/estado, secessão ou, no caso de ultranacionalismo etnocêntrico, genocídio.
O fascismo é uma forma de ultranacionalismo palingenético, que promove a "colaboração entre classes" (em oposição à luta de classes), um estado totalitário e o irredentismo ou expansionismo para unificar e permitir o crescimento de uma nação. Os fascistas, por vezes, defendem o nacionalismo étnico ou cultural. O fascismo salienta a subserviência do indivíduo ao Estado e a lealdade absoluta e inquestionável a um governante rígido.

### Nacionalismo anticolonial
O nacionalismo anticolonial emergiu após a descolonização do período pós-guerra. Principalmente na África e na Ásia, foi uma reação contra o domínio de países estrangeiros. Esse tipo de nacionalismo assumiu diversas formas, incluindo o movimento de resistência pacífica liderado por Mahatma Gandhi na Índia.
Segundo Benedict Anderson, o nacionalismo anticolonial tem suas raízes na experiência de intelectuais indígenas. Eles eram alfabetizados e fluentes na língua da metrópole, mas educados com base em sua própria história nacional. O pessoal administrativo das colônias, exceto os níveis mais altos, também contribuiu para esse movimento. Os governos nacionais após a colonização muitas vezes refletiram uma versão indígena da administração imperial anterior.
O movimento anticolonial não foi apenas uma rejeição ao controle estrangeiro, mas também uma busca por identidade cultural e autonomia política. Muitas nações recém-independentes enfrentaram desafios significativos na construção de instituições estáveis e na reconciliação de divisões internas deixadas pelo período colonial.